# Sciencegarden
Im deutschsprachigen Onlinemagazin sciencegarden – Magazin für junge Forschung schrieben in erster Linie Nachwuchswissenschaftler, junge Wissenschaftsjournalisten, aber auch etablierte Forscher und Künstler für alle, die sich für Wissenschaft interessieren. Von 2001 bis ca. 2015 berichtete das einzige Onlinemagazin für Nachwuchswissenschaft in Deutschland regelmäßig über wissenschaftliche Themen aus verschiedenen Fachbereichen. Zu einzelnen Schwerpunkten stellte die Redaktion spezielle Themenausgaben zusammen, die kontinuierlich aktualisiert und erweitert wurden. Von 2008 an gab es auch ein sciencegarden-Blog auf der Homepage, auf der sich zudem zahlreiche Service-Angebote (Wettbewerbsdatenbank, Recherchetools etc.) für Studierende und Wissenschaftler fanden.
Für wissenschaftlich Interessierte, Nachwuchsforscher und etablierte Wissenschaftler wollte sciencegarden Informationsquelle, Dienstleister und Vermittler sein, indem das Magazin
- wissenschaftliche Themen so aufbereitet, dass auch fachfremde Leser sie verstehen
- erfolgreiche und innovative (Nachwuchs-)Forscher und deren Arbeit vorstellt
- umfangreiche und nützliche Informationsangebote (Datenbanken, Recherchetools, Themendossiers) für Wissenschaftler bereitstellt
- über Förderungsmöglichkeiten und wissenschaftliche Preise berichtet
- jungen Nachwuchstalenten Raum gibt, sich wissenschaftsjournalistisch weitergehend zu qualifizieren[2]

Die Redaktion von sciencegarden war im unabhängigen und gemeinnützigen Verein sciencegarden e.V. organisiert, der im Jahr 2000 von Preisträgern des Deutschen Studienpreises gegründet wurde. Der Verein und die Redaktion wurden von Studenten, jungen Forschern und Akademikern verschiedener Disziplinen getragen. Zusätzlich schrieben zahlreiche externe Autoren für sciencegarden.
sciencegarden war ein nichtkommerzielles, gemeinnütziges Projekt. Zur Finanzierung der laufenden Kosten trugen verschiedene Unternehmen und Institutionen sowie Einnahmen durch Onlinewerbung bei. Der gemeinnützige Verein sciencegarden e.V. verfolgte keine ökonomischen Interessen.
Chefredakteure seit 2001: Christoph Scherber (2001), Frank Berzbach (2001–2005), Christian Dries (2005–2008), Joachim Jachnow (ab 2009).